# Toeristenkerk
De Toeristenkerk is een kerkgebouw in Gulpen in de gemeente Gulpen-Wittem in de Nederlandse provincie Limburg. Het gebouw wordt gebruikt door de Protestantse Gemeente Maas-Heuvelland, een PKN-gemeente.
De kerk staat aan de Rosstraat, achter de oude begraafplaats waar vroeger het Leopoldskerkje heeft gestaan. Op ongeveer 50 meter naar het zuidwesten staat de Sint-Petruskerk. Op ongeveer 200 meter naar het noorden stond de oude katholieke kerk waar alleen nog de kerktoren van Gulpen staat.

## Geschiedenis
Gulpen, vanouds deel uitmakend van het land van 's-Hertogenrade, was sinds het Partagetraktaat van 1661 deel geworden van Staats-Overmaas, waardoor de protestanten hier dezelfde rechten verkregen als de katholieken. In 1663 werd er de Nederduits(ch) Gereformeerde Kerkelijke Gemeente gesticht door protestanten die deels uit de Spaans geworden gebieden van 's-Hertogenrade afkomstig waren. De Gulpense protestanten beschikten niet over een eigen kerkgebouw, maar maakten onder het simultaneum samen met de katholieken gebruik van de oude parochiekerk.
In 1816 werd de naam van de gemeente gewijzigd in Nederlands Hervormde Kerk. In 1830 moesten de protestanten op zoek naar een eigen kerkgebouw toen er onder invloed van de Belgische Opstand een einde kwam aan het simultaneum en hen het gebruik van de kerk werd ontzegd. Vanaf 1830 werden daarom de diensten in de pastorie gehouden en sinds 1837 in het nieuwgebouwde Leopoldskerkje.
In 1965 bleek dat de kerk in de zomermaanden te klein was als gevolg van de toestroom van toeristen en men besloot om een nieuwe kerk te bouwen: de Toeristenkerk. Het ontwerp was van het Maastrichtse architectenbureau Frans Dingemans. Dingemans zelf was al een paar jaar eerder overleden. Op 30 mei 1966 werd de eerste steen gelegd en op 25 september 1966 werd de kerk in gebruik genomen. Het Müller-orgel uit de oude kerk werd meegenomen naar de nieuwe kerk.
In 1956 werden de gemeenten Vaals en Gulpen samengevoegd en deelden de dominee. Later fuseerde de gemeente met Maastricht en Valkenburg-Meerssen tot de huidige PKN-gemeente Maas-Heuvelland. In de "deelgemeente" Vaals-Gulpen vinden afwisselend diensten plaats in de Hervormde kerk Vaals en de Toeristenkerk Gulpen.

## Opbouw
Het rechthoekige kerkgebouw werd deels ingegraven in de helling en bestaat uit een bovenverdieping waar een kerkzaal is en een benedenverdieping voor ontvangst en kerkelijke activiteiten. Oorspronkelijk bestond de bovenverdieping uit twee kerkzalen die werden gescheiden door een schuifwand, om zo in de winter een kerkzaal (winterkerk) met 50 zitplaatsen te hebben en in de zomer (zomerkerk) een kerkzaal van 450 plaatsen. Het gebouw heeft een plat dak en de buitenmuur is bekleed met mergel.
Naast de kerk bevindt zich een klokkenstoel.

## Orgel
Het eenklaviers orgel van de kerk is een rijksmonument en heeft 9 registers. Het werd in 1846 gebouwd door de Gebr. Müller uit de Duitse plaats Reifferscheid.